# آنا دي سانتانا
آنا دي سانتانا (بالإنجليزية: Ana de Santana)‏ (20 سبتمبر 1960، لواندا في أنغولا)؛ كاتِبة وشاعرة أنغولية.